# 野登隧道

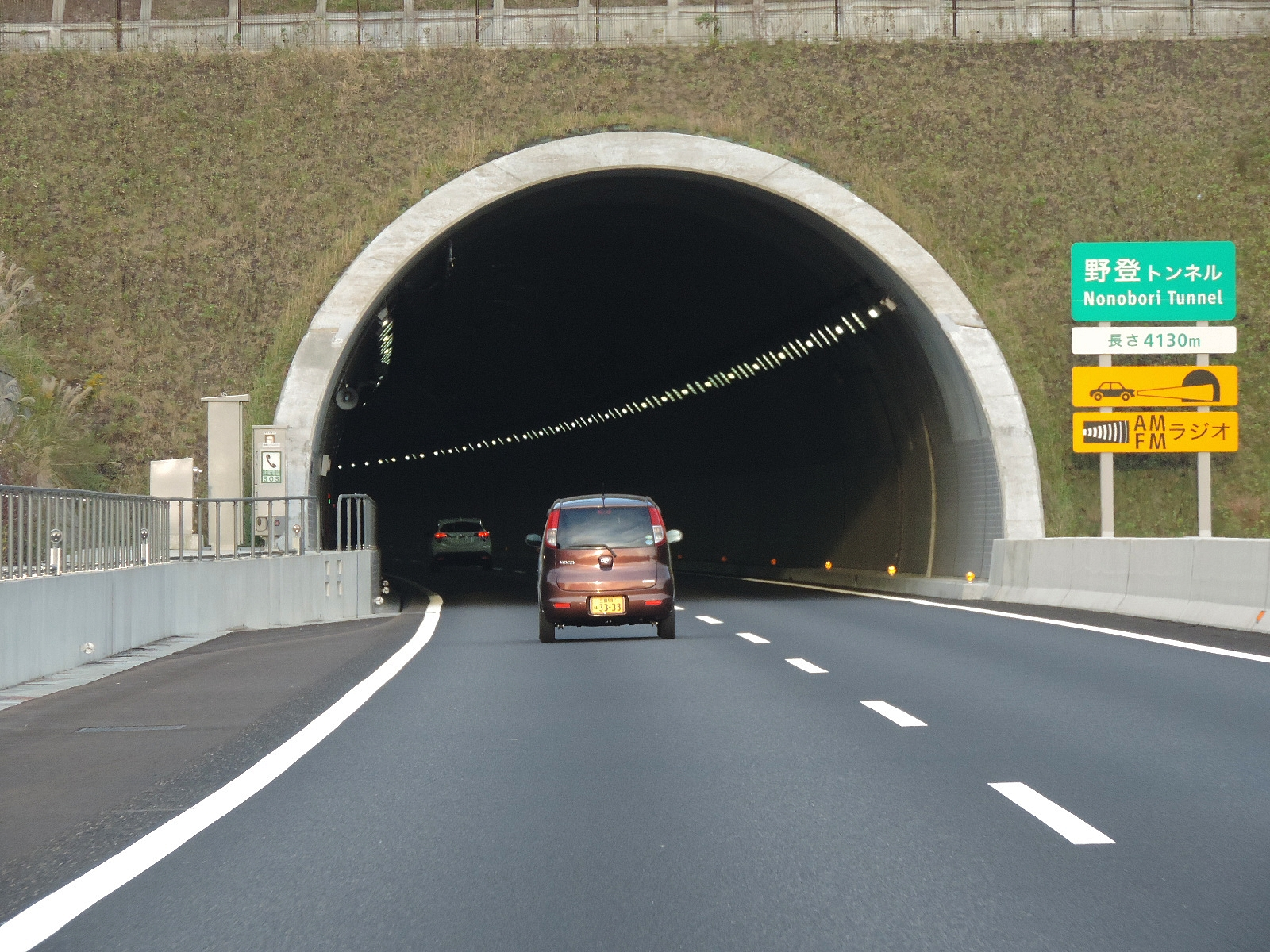
亀山市一侧的隧道口

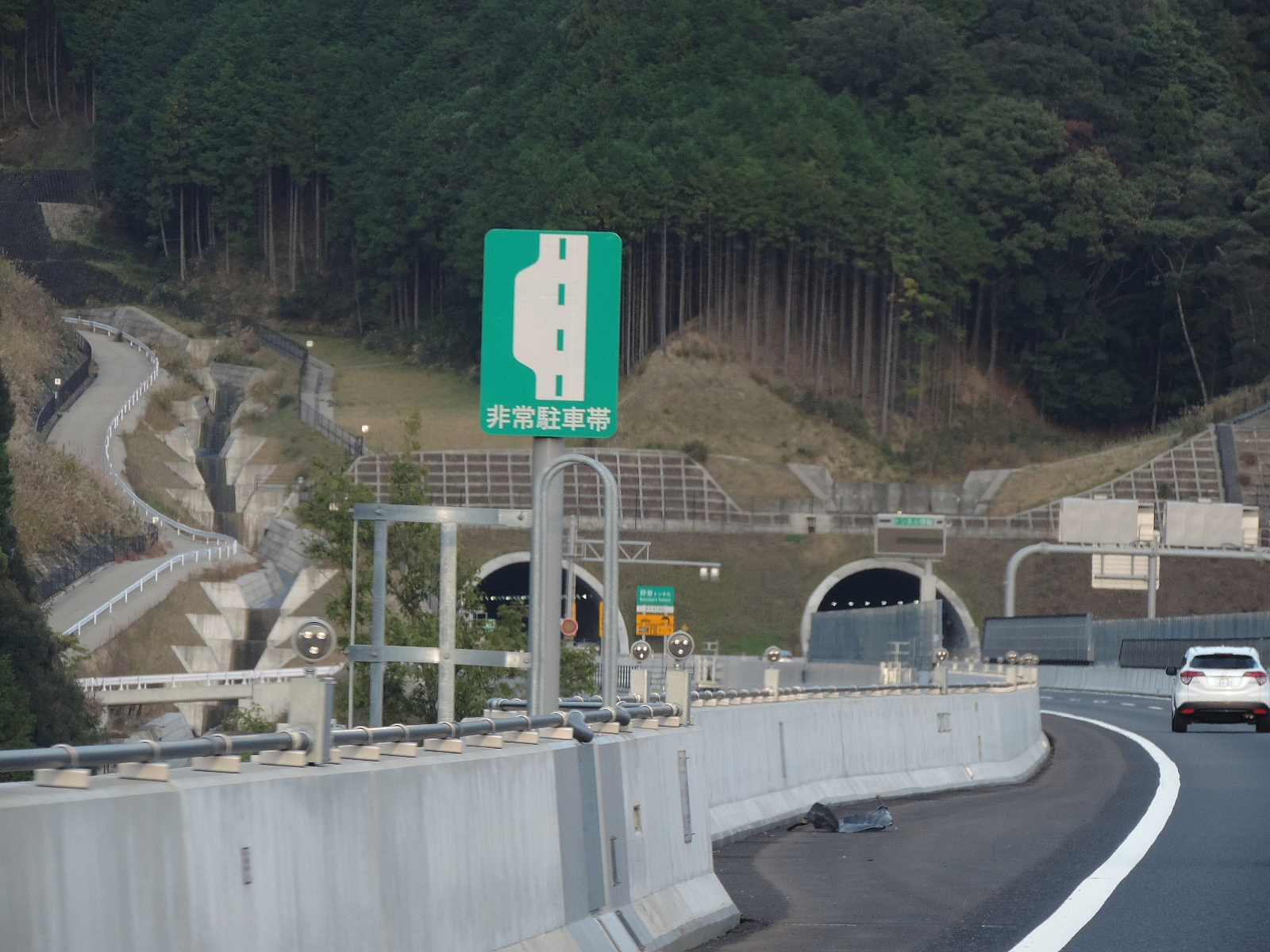
野登隧道口外的紧急停车带

野登隧道（日语：／）是日本三重县的一座高速公路双洞隧道，位于新名神高速公路（E1A）上的鈴鹿PA至龜山西JCT区间，穿越鈴鹿市与亀山市之间的野登山，上行线长4131米，下行线长4137米，2019年建成通车。是新名神高速公路上的第二长隧道，仅次于4997米的箕面隧道。